# Bernardino Lurati
Bernardino Lurati (Lugano, 5 novembre 1829 – Berna, 29 giugno 1880) è stato un avvocato e politico svizzero, esponente del partito conservatore ticinese, consigliere nazionale svizzero, deputato al Gran Consiglio del Canton Ticino.
Figlio di Crispino (avvocato) e di Elisabetta Luvini, nel 1851 si laureò in scienze giuridiche all'Università di Pisa. Rientrato in patria, seguì le orme paterne e divenne anche lui avvocato. Nel settembre 1854 sposò Lucrezia Polar; nel 1858 nacque suo figlio Giovanni, successivamente esponente di rilievo del partito conservatore.
Entrò nel Gran Consiglio ticinese nel 1860 e per 20 anni rappresentò il partito liberal-conservatore, venendo nominato presidente del Consiglio stesso nel 1876. Dal 1875 al 1880 fu Consigliere nazionale. Nel 1859 aveva fondato la "Voce del Popolo", primo foglio del partito, che nel 1863 diviene il "Cittadino ticinese" alla fine del 1865 la "Libertà".

## Opere
- Bernardino Lurati, Il 21 febbraio 1875. Ricordi ai Ticinesi, Traversa e Degiorgi, Lugano 1875.